# 日本の山一覧 (3000m峰)
日本の山一覧（3000m峰）（にほんのやまいちらん（さんぜんメートルほう））は、国土地理院HPの日本の山岳標高一覧（1003山）に準拠した、標高3000 m以上の日本の21山の一覧。

## 概要
3000 m峰は、独立峰の富士山と御嶽山及び飛騨山脈（北アルプス）と赤石山脈（南アルプス）の山域に限られている。24番目に高い山は剱岳 (2999 m) で、3000 mにわずか1 m届いていない。標高3000 mを越える一帯は森林限界のハイマツ帯で、高山植物の群生地となっている。また多くの3000 m峰のハイマツ帯は、ライチョウ（雷鳥）の生息地となっている。

## 除外した山
以下の山などをそれぞれの主峰の付属の山として、この一覧から除外している。
| 除外した山     | 除外した山 | 主峰                       | 主峰                       |
| 山名           | 標高/m     | 山名                       | 標高/m                     |
| -------------- | ---------- | -------------------------- | -------------------------- |
| ジャンダルム   | 3163       | 奥穂高岳                   | 3190                       |
| 小赤石岳       | 3081       | 赤石岳                     | 3121                       |
| 中白根山       | 3055       | 北岳と間ノ岳の間に位置する | 北岳と間ノ岳の間に位置する |
| 雄山（立山）   | 3003       | 立山（大汝山）             | 3015                       |
| 塩見岳（西峰） | 3047       | 塩見岳(東峰)               | 3053                       |

## 3000 m峰の一覧
| 番号 | 画像 | よみ山名                           | 都道府県     | 標高/m | 地理院地図 Googleマップ | 百名山・等                                                   | 特長(関連項目)                                               |
| ---- | ---- | ---------------------------------- | ------------ | ------ | ----------------------- | ------------------------------------------------------------ | ------------------------------------------------------------ |
| 1    |      | ふじさん富士山〈剣ヶ峯〉           | 静岡県山梨県 | 3776   | 地理院地図 Googleマップ | 日本三名山日本百名山新日本百名山各都道府県の最高峰           | コニーデ(成層火山)富士箱根伊豆国立公園富士五湖逆さ富士       |
| 2    |      | きただけ北岳                       | 山梨県       | 3193   | 地理院地図 Googleマップ | 白峰三山日本百名山新・花の百名山                             | 南アルプスの最高峰キタダケソウ北岳山荘北岳肩ノ小屋           |
| 3    |      | おくほたかだけ奥穂高岳             | 岐阜県長野県 | 3190   | 地理院地図 Googleマップ | 日本百名山新日本百名山各都道府県の最高峰                     | 北アルプスの最高峰穂高岳主峰ジャンダルム穂高岳山荘           |
| 3    |      | あいのだけ間ノ岳                   | 静岡県山梨県 | 3190   | 地理院地図 Googleマップ | 白峰三山日本百名山                                           | 南アルプス                                                   |
| 5    |      | やりがたけ槍ヶ岳                   | 岐阜県長野県 | 3180   | 地理院地図 Googleマップ | 日本百名山新日本百名山花の百名山                             | 北アルプス槍ヶ岳山荘槍沢北鎌尾根                             |
| 6    |      | わるさわだけ東岳（悪沢岳）         | 静岡県       | 3141   | 地理院地図 Googleマップ | 荒川三山日本百名山                                           | 南アルプス                                                   |
| 7    |      | あかいしだけ赤石岳                 | 静岡県長野県 | 3121   | 地理院地図 Googleマップ | 日本百名山新日本百名山                                       | 南アルプス一等三角点の最高点風格のある山容                   |
| 8    |      | からさわだけ涸沢岳                 | 岐阜県長野県 | 3110   | 地理院地図 Googleマップ |                                                              | 北アルプス涸沢カールの紅葉涸沢ヒュッテ涸沢小屋               |
| 9    |      | きたほたかだけ北穂高岳             | 岐阜県長野県 | 3106   | 地理院地図 Googleマップ |                                                              | 北アルプス北穂高小屋大キレット                               |
| 10   |      | おおばみだけ大喰岳                 | 岐阜県長野県 | 3101   | 地理院地図 Googleマップ |                                                              | 北アルプス飛騨乗越                                           |
| 11   |      | まえほたかだけ前穂高岳             | 長野県       | 3090   | 地理院地図 Googleマップ |                                                              | 北アルプス一等三角点重太郎新道岳沢小屋                       |
| 12   |      | なかだけ中岳                       | 岐阜県長野県 | 3084   | 地理院地図 Googleマップ |                                                              | 北アルプス初夏雪渓の水場                                     |
| 12   |      | あらかわなかだけ荒川中岳           | 静岡県       | 3084   | 地理院地図 Googleマップ | 荒川三山                                                     | 南アルプス中岳避難小屋                                       |
| 14   |      | おんたけさん御嶽山〈剣ヶ峰〉       | 岐阜県長野県 | 3067   | 地理院地図 Googleマップ | 日本百名山新日本百名山花の百名山                             | 巨大な独立峰一等三角点火口湖(一ノ池-五ノ池)活火山(噴煙)      |
| 15   |      | しおみだけ塩見岳                   | 静岡県長野県 | 3057   | 地理院地図 Googleマップ | 日本百名山新日本百名山                                       | 南アルプスの中央部鉄の兜（かぶと）の山容塩見小屋             |
| 16   |      | にしのうとりだけ農鳥岳〈西農鳥岳〉 | 静岡県山梨県 | 3051   | 地理院地図 Googleマップ | 白峰三山日本二百名山新日本百名山                             | 南アルプス農鳥小屋                                           |
| 17   |      | みなみだけ南岳                     | 岐阜県長野県 | 3033   | 地理院地図 Googleマップ |                                                              | 北アルプス大キレット展望台南岳小屋南岳新道                   |
| 17   |      | せんじょうがたけ仙丈ヶ岳           | 長野県山梨県 | 3033   | 地理院地図 Googleマップ | 日本百名山新日本百名山花の百名山新・花の百名山               | 南アルプスの女王圏谷（カール）仙丈小屋仙塩尾根               |
| 19   |      | のりくらだけ乗鞍岳〈剣ヶ峰〉       | 岐阜県長野県 | 3026   | 地理院地図 Googleマップ | 日本百名山新日本百名山                                       | 北アルプス一等三角点乗鞍スカイライン畳平                     |
| 20   |      | たてやま立山〈大汝山〉             | 富山県       | 3015   | 地理院地図 Googleマップ | 日本三名山日本百名山新日本百名山花の百名山各都道府県の最高峰 | 北アルプス氷河が現存立山黒部アルペンルートライチョウの生息地 |
| 21   |      | ひじりたけ聖岳〈前聖岳〉           | 長野県静岡県 | 3013   | 地理院地図 Googleマップ | 日本百名山                                                   | 南アルプス聖平小屋聖沢                                       |